# Стрёмбо, Хельмер
Хе́льмер Стрёмбо (норв. Helmer Strømbo; 19 июня 1948 — 28 марта 2022) — норвежский кёрлингист.
В составе мужской сборной Норвегии стал чемпионом на первом чемпионате Европы в 1975.

## Достижения
- Чемпионат Европы по кёрлингу: золото (1975).
- Чемпионат Норвегии по кёрлингу среди мужчин: золото (1973, 1975).

## Команды
| Сезон   | Четвёртый         | Третий            | Второй          | Первый           | Запасной        | Турниры            |
| ------- | ----------------- | ----------------- | --------------- | ---------------- | --------------- | ------------------ |
| 1972—73 | Хельмер Стрёмбо   | Пер Даммен        | Гейр Сёйланн    | Эйвинн Флёстранд |                 | ЧМ 1973 (7 место)  |
| 1974—75 | Хельмер Стрёмбо   | Кнут Бьонес       | Ян Кольстад     | Эйвинн Флёстранд |                 | ЧМ 1975 (8 место)  |
| 1975—76 | Кнут Бьонес       | Свен Крокен       | Хельмер Стрёмбо | Кьелл Ульрихсен  |                 | ЧЕ 1975            |
| 2002—03 | Тормод Андреассен | Sverre Sandbakken | Ян Кольстад     | Olaf Carlem      | Хельмер Стрёмбо | ЧМВ 2003 (5 место) |

(скипы выделены полужирным шрифтом)